# Kirkby-in-Ashfield
Kirkby-in-Ashfield est une ville du comté du Nottinghamshire en Angleterre. Sa population est de 25 265 habitants, selon le recensement national de 2001. La ville fait partie de l'aire urbaine de Mansfield. Le siège du district d'Ashfield se trouve sur Urban Road, en centre-ville.

## Histoire
La ville a vu se produire l'Incident d'Hollinwell en 1980.